# マルコ・ポーロ シルクロードの冒険
『マルコ・ポーロ シルクロードの冒険』（Marco Polo）は、1982年に日本・イタリア・アメリカ合衆国・西ドイツ・中国の共同で製作した、合作テレビドラマである。マルコ・ポーロの著作『東方見聞録』をもとにした冒険ドラマで、テレビ映画史上空前の67億円が投じられた。
作品自体高い評価を受けてプライムタイム・エミー賞 作品賞 (ミニシリーズ部門)を受賞した。

## 日本での放送について
日本では、TBSテレビが1982年10月1日から10月3日の3夜連続（21:00-23:55）で放送した。

## 制作放送局
日本TBS、アメリカNBC、イタリア放送協会RAI

## キャスト
※役名、俳優、日本語吹替の順
- マルコ・ポーロ：ケン・マーシャル（英語版）（津嘉山正種）
- ニコロ・ポーロ：デンホルム・エリオット：（小林昭二）- マルコの父。
- マッフェオ：トニー・ボーゲル（英語版）（小林清志）- マルコの叔父。
- ヤコポ：F・マーリー・エイブラハム（大塚周夫）
- マルコの母：アン・バンクロフト
- フビライ・ハーン：英若誠（西村晃）
- チャビ皇后：ボーラ・クウ（英語版）（岸田今日子）
- チンキム：石田純一（石田純一）
- サエモン：丹波哲郎（丹波哲郎）- 中国に流れ着いた日本人、マルコに日本の事を教える。
- フローラ：セーダ・トンプソン
- 教皇使節テオバルト：バート・ランカスター（安部徹）
- モニカ：キャサリン・ダウリング（檀ふみ）
- デミアン：パトリック・モーアー（島宇志夫）
- ヤン・クー：タン・ボーエン（小池朝雄）
- ベクトル・ハーン：エン・ヘッセン（巌金四郎）
- カイドウ・ハーン：于紹康（金井大）
- バヤン：リン・ラオ（富田耕生）
- フィリップ：ジョン・ディックス（英語版）（納谷悟朗）
- パクスパ：ジェームス・ホン（中村正）
- アクメット大臣：レナード・ニモイ（家弓家正）
- マイ・リー：アグネス・チャン（アグネス・チャン）
- ダナ・フィアメッタ：マリル・トロ
- ユセフ：イアン・マクシェーン（仲村秀生）
- アーノルフォ：ゴードン・ミッチェル（英語版）（永井一郎）
- タリブ：テリー・レイヴン（森川公也）
- ジョバンニ：マリオ・アドルフ（塩見竜介）
- ウォン・ジュー：スーン＝テック・オー（田中信夫）
- カザール：ヤン・ガン（中田浩二）
- イエリ・ジュー：マ・チャン（村瀬正彦）
- 知事：曹増銀（今西正男）
- ナヤン：趙爾康（野本礼三）
- 高麗王：クアン・シーズー（渡部猛）
- アーガン：シュリン・サン（緑川稔）
- ウオン将軍：シ・ジェン・クーハン（飯塚昭三）
- ルスティケロ：デビッド・ワーナー（柳生博）
  - その他吹替：柴田秀勝、筈見純、石井敏郎、長堀芳夫、田中亮一、幹本雄之、笹岡繁蔵、中島喜美栄、芝夏美、山田礼子

## スタッフ
- 製作：ヴィンセンツォ・ラベラ
- 監督：ジュリアーノ・モンタルド
- 脚本：デビッド・バトラー、ヴィンセンツォ・ラビラ、ジュリアーノ・モンタルド他
- 演出：ジュリアーノ・モンタルド 他
- 音楽：エンリコ・モリコーネ

### 日本語版
- 演出：左近允洋
- 台詞：額田やえ子
- 調整：飯塚秀保
- 効果：赤塚不二夫
- デスク：乾宏雄
- プロデューサー：熊谷国雄（TBS）
- 制作協力：グロービジョン